# Melitaea mandschukoana
Melitaea mandschukoana är en fjärilsart som beskrevs av Felix Bryk 1940. Melitaea mandschukoana ingår i släktet Melitaea och familjen praktfjärilar. Inga underarter finns listade i Catalogue of Life.